# 古萨戈
古萨戈（義大利語：Gussago），是意大利布雷西亚省的一个市镇。总面积25平方公里，人口16585人，人口密度663.4人/平方公里（2009年）。国家统计（ISTAT）代码为017081。